# Банкарство
Банкарство или банкарски систем означава комбинацију снабдевања новцем, посредовања кредитима, опслуживања платног промета, и послуживања јавних и приватних фирми средствима плаћања.